# 1E Efficience IT
1E est une société privée de logiciels basée au Royaume-Uni. Elle a des bureaux à Londres, New York, Paris, Francfort, et Noida, et la société développe des logiciels automatisés, tels que des produits pour réduire la consommation énergétique du matériel informatique.

## Histoire
1E a été fondée en 1997 par Sumir Karayi, Phil Wilcock et Mark Blackburn, tous trois issus de Microsoft. Chacun a fait un apport de 600 euros pour démarrer l'entreprise,. Sumir Karayi détient désormais la majorité des actions de la société après les avoir racheté à Wilcock et Blackburn. Aujourd'hui, l'entreprise a plus de 16 millions de licences déployées dans le monde entier, à travers 1 400 entreprises dans 42 pays. Ses clients sont issus des secteurs publics et privés et comprennent la Société générale, Saint-Gobain, AT&T, Dell, HSBC, Nomura et Ford[réf. nécessaire].
Le nom de 1E provient d'une erreur informatique : lorsque certains ordinateurs Microsoft Windows crashaient, un écran bleu contenant 1E apparaissait. Ce nom a été choisi car les fondateurs pensaient que 1E était capable d’empêcher de telles situations d’arriver.

## Produits
1E développe les logiciels suivants :
- NightWatchman Server Edition,
- NightWatchman Enterprise[5],
- WakeUp,
- Nomad Enterprise,
- Shopping,
- AppClarity.